# Waldershare
Waldershare är en by i civil parish Tilmanstone, i distriktet Dover, i grevskapet Kent, i England. Byn är belägen 6 km från Dover. Waldershare var en civil parish fram till 1935 när blev den en del av Tilmanstone och Ripple. Civil parish hade 109 invånare år 1931. Byar nämndes i Domedagsboken (Domesday Book) år 1086, och kallades då Walwalesere.